# 柳比姆
58°22′N 40°41′E / 58.367°N 40.683°E
柳比姆（俄语：Люби́м）是俄羅斯雅羅斯拉夫爾州東北部的城市，位於州府雅羅斯拉夫爾東北125公里。2002年人口6,254人。奧布諾拉河流經該市。
柳比姆歷史始於1546年，1777年設市。